# 37 (tal)
 For alternative betydninger, se 37 (flertydig). (Se også artikler, som begynder med 37)
37 er et ulige heltal og det naturlige tal, som kommer efter 36 og efterfølges af 38.

## Matematik
- 37 er det 12. primtal,[1] samt latmirp med 73.
- Et pythagoræisk primtal (4×9 + 1 = 62 + 12)
- Et heldigt tal

## Andet
- 37 er atomnummeret på grundstoffet Rubidium.
- For almindelige mennesker er 37 grader celsius den normale krop temperatur.